# 金色清真寺

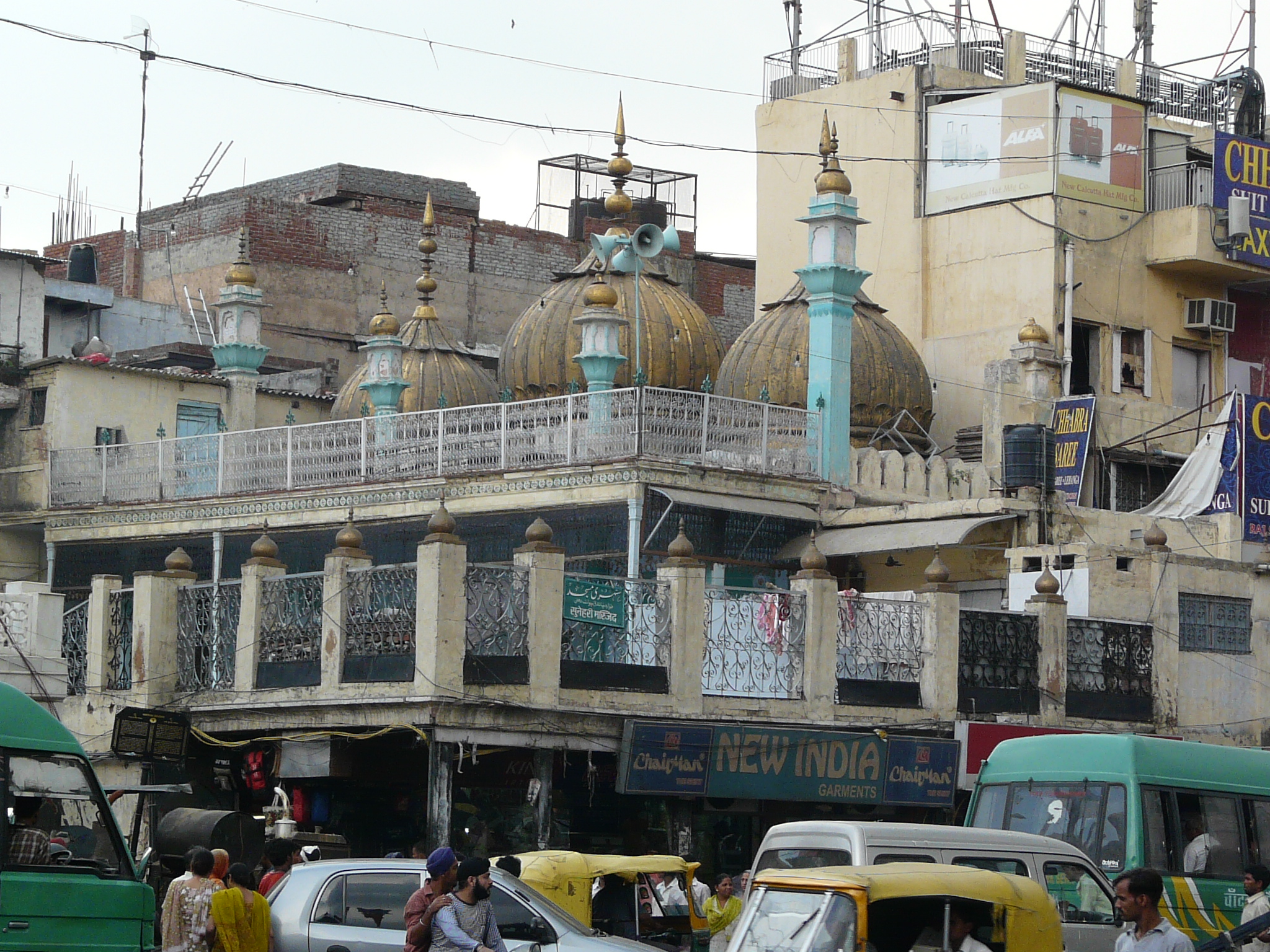
金色清真寺

金色清真寺（Sunehri Masjid，سنهرى مسجد）是印度德里的一座清真寺，位于老德里的月光集市，靠近希斯甘吉谒师所。
这座清真寺由Roshan-ud-Daula Zafar Khan兴建于1721年。